# Arta Terme
Arta Terme (furlanisch Darte) ist eine Gemeinde in der Region Friaul-Julisch Venetien in Friaul, Italien mit 2022 Einwohnern (Stand 31. Dezember 2023).

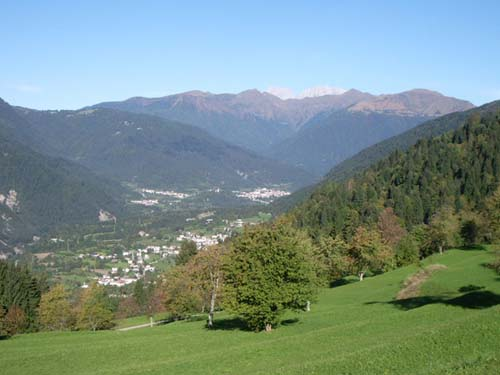
Panorama

Der Ort liegt auf 442 m Höhe an dem Fluss Bût in Karnien. Die Nachbargemeinden sind Moggio Udinese, Paluzza, Paularo, Sutrio, Tolmezzo, Treppo Ligosullo und Zuglio. Der Name des Ortes leitet sich vom lateinischen artus (= schmal) ab, da sich das Tal an dieser Stelle verengt.
Zu Arta Terme gehören noch zehn Gemeindeteile: Avosacco, Cabia, Cedarchis, Inquan, Lavoreit, Lovea, Piano d'Arta, Piedim, Rivalpo und Valle.

## Geschichte
Bereits in der Antike war dieser Ort wegen seiner schwefelhaltigen Quelle, der fonte pudia bekannt. Später besuchten auch die venezianischen und friulianischen Bürger diesen Badeort. Zu dem prominenteren Gästen gehörte der Dichter Giosuè Carducci. Heute befindet sich an der Quelle ein moderner Bäderkomplex. In Arta Terme gibt es 12 Hotels und Pensionen.

## Sehenswürdigkeiten
- Heiliggeistkapelle (15. Jahrhundert)
- Kapelle des Hl. Nikolaus (15. Jahrhundert)
- Pfarrkirche von Piano d'Arta (1781)
- Pfarrkirche des Hl. Martin in Rivalpo Valle (15. Jahrhundert)

## Küche
Im Mai findet in Arta Terme ein kulinarisches „Fest der Frühlingspilze, des wilden Spargels und des Bergradicchio (radic di mont)“ statt.

## Internationale Einrichtungen
In Arta Terme existiert eine Europäische Begegnungsstätte. Diese wird vom „Begegnungsstätte Arta Terme e. V.“ aus Holzkirchen (Oberbayern) unterhalten.
Es finden in diesem Haus, dem ehemaligen Hotel Belvedere, regelmäßig Freizeiten und Seminare statt. Das Haus wird beispielsweise von den Ministranten Holzkirchen und der Kolpingjugend München Freising genutzt.

## Persönlichkeiten
- Gio Batta Morassi (1934–2018), Geigenbauer